# Antônio José Moreira
Antônio José Moreira (Povoação das Russas, Aracati, 05 de setembro de 1773 – ?) foi um religioso e político brasileiro.
Era parente do rico comerciante português Antônio José Moreira Gomes e neto de Amaro José da Costa. Exerceu a função de vigário em Fortaleza no início do século XIX.
Foi deputado brasileiro nas cortes de Lisboa, tendo sido um dos quatro representantes do Ceará. Solicitou seu retorno ao Brasil, Ceará, em carta dirigida ao Rei D. João VI em 08 de fevereiro de 1823.
Em 3 de novembro de 1821, quando houve a deposição do Presidente da Província do Ceará, o Sr. Alberto Rubim, o vigário Antônio José Moreira fez parte da Junta do Governo Provisório assim como seu cunhado, Antônio Machado.